# 永中街道
永中街道是中华人民共和国浙江省温州市龙湾区下辖的一个街道办事处。

## 行政区划
永中街道下辖以下村级行政区划单位：
永上社区、街南社区、街北社区、罗东社区、永昌社区、罗东锦苑社区、普门村、沧河村、镇南村、镇北村、寺西村、上京村、棋盘村、桥北村、石浦村、郑宅村、刘宅村、度山村、前街村、殿前村、城南村、新城村、城北村、衙前村、朱垟村、丰台村、坦头村、孙垟村、双岙村、新莒村、王宅村、青山村、东林村、双何村、横浃村、新联村、联谊村、上湾村、下湾村和龙华村。